# L'Isle-d'Abeau
L'Isle-d'Abeau è un comune francese di 16 040 abitanti (2014) situato nel dipartimento dell'Isère della regione dell'Alvernia-Rodano-Alpi.

## Geografia fisica

### Territorio

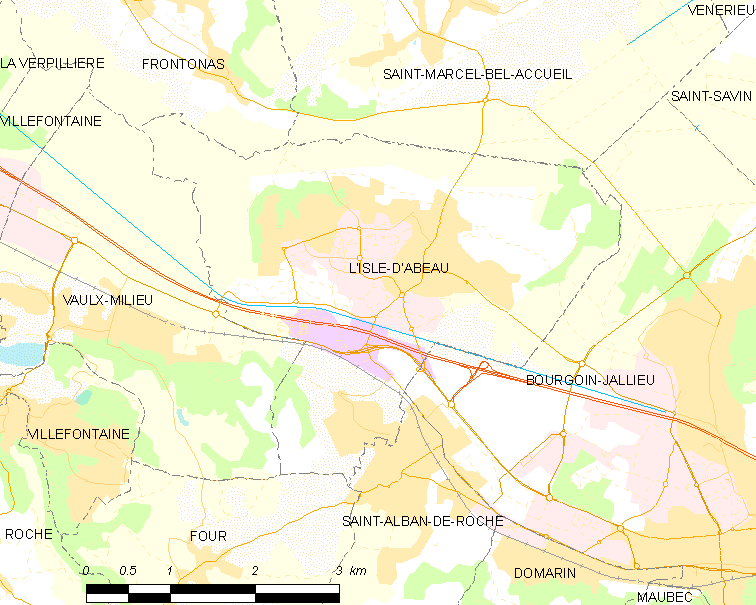
La piana del Basso Delfinato con al centro il territorio comunale di L'Isle d'Abeau

Situato nella piana del Basso Delfinato (storicamente denominato Viennois), L'Isle d'Abeau fu sino alla seconda metà del XX secolo un modesto villaggio rurale che attualmente corrisponde alla parte centrale del borgo. Il territorio comunale è stato fortemente urbanizzato a partire dagli anni settanta del Novecento con la creazione del vero e proprio abitato attuale di L'Isle-d'Abeau.
Il comune è uno delle 22 città che compongono la communauté d'agglomération Porte de l'Isère (creata nel 2007 e popolata da 100 000 abitanti nel 2013). L'Isle-d'Abeau si trova a 72 km da Grenoble, a 40 km da Lione, a 347 km da Marsiglia e a 510 km da Parigi.

### Geologia
Nell'area del comune e in quella attigua del comune di Saint-Alban-de-Roche, si trova il "giacimento fossile di Saint-Alban-de-Roche" che si estende su una superficie di 4,96 ettari. Nel 2014 il sito è stato iscritto nell'inventario del patrimonio geologico nazionale francese.

### Idrografia
Il territorio comunale è attraversato dal fiume Bourbre, un affluente diretto della riva sinistra del Rodano. Il suo corso è di 72,2 km e si presenta nella forma di un modesto canale che costeggia la locale autostrada. Dalla Bourbre è inoltre derivato un piccolo corso d'acqua chiamato ruisseau du Galoubier (ruscello di Galoubier) che si staglia a sud del territorio comunale.

### Clima
| Mese                        | Gen | Feb | Mar  | Apr  | Mag  | Giu  | Lug  | Ago  | Set  | Ott | Nov  | Dic  | Anno |
| --------------------------- | --- | --- | ---- | ---- | ---- | ---- | ---- | ---- | ---- | --- | ---- | ---- | ---- |
| Temperatura max. media (°C) | 7.9 | 7.2 | 13.9 | 17.7 | 22.2 | 27.6 | 31.9 | 29.5 | 22.1 | 16  | 14.2 | 13.5 | 16.3 |
| Temperatura min. media (°C) | 1.2 | 0.8 | 4.3  | 7.4  | 11.8 | 16   | 19.7 | 17.5 | 11.9 | 7.5 | 5.3  | 3.8  | 8.9  |

L'Isle d'Abeau presenta un clima di tipo semi-continentale che si caratterizza per le precipitazioni più rilevanti durante il periodo invernale, mentre le estati sono calde e secche. Gli inverni si presentano generalmente freddi e caratterizzati da frequenti gelate con frequenti nebbie mattutine.

## Storia

### Epoca antica

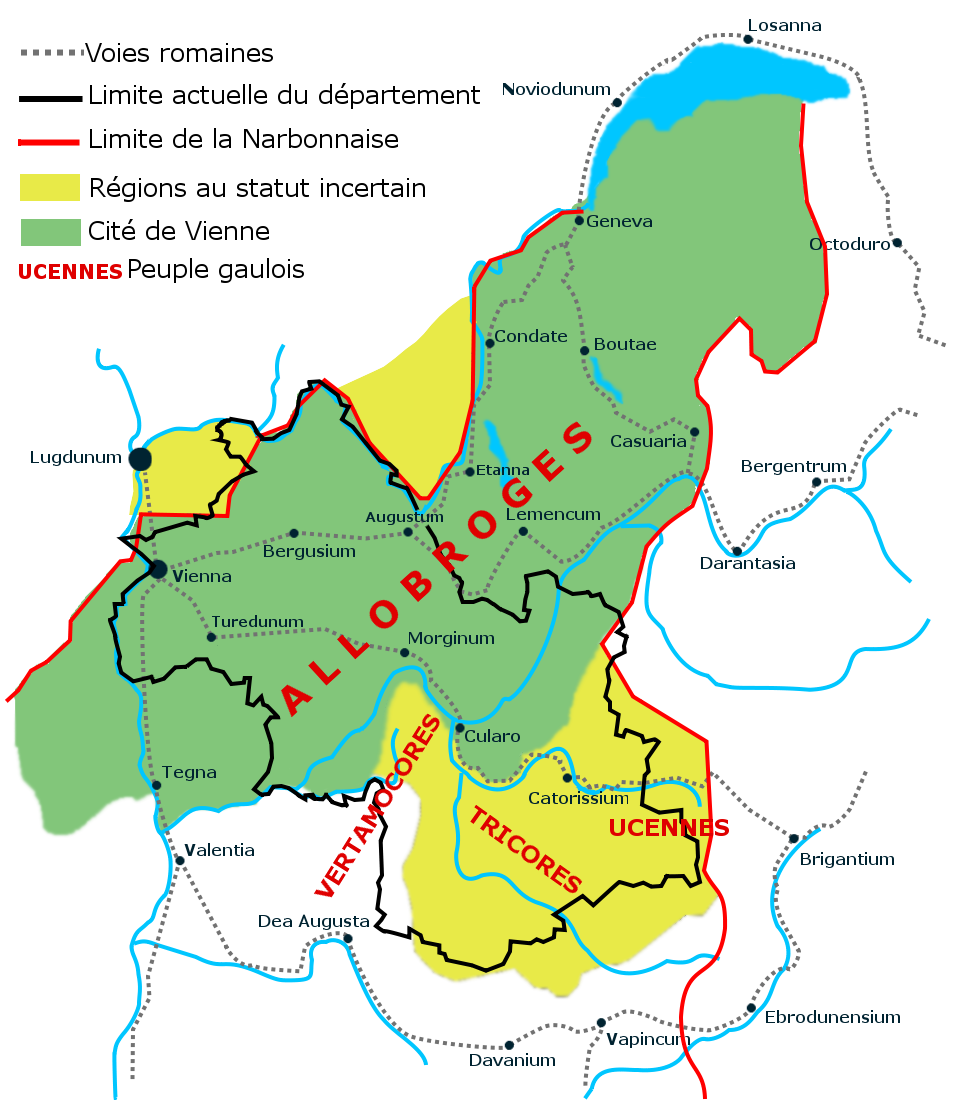
Territorio degli Allobrogi

Durante il periodo antico, il territorio comunale era compreso all'interno di quello degli Allobrogi che verrà denominato in seguito Sapaudia e che poi diventerà la Savoia.
Nel II secolo a.C., i romani conquistarono una parte della Gallia a nord di Marsiglia, e iniziarono a risalire la valle del Rodano per estendere le loro conquiste. Gli Allobrogi si allearono quindi con gli Alverni e altri popoli galli per cercare di fermare l'avanzata romana, ma vennero battute a Vindalium. Questa sconfitta sancirà la definitiva radicalizzazione dei romani in loco e nella Gallia transalpina con l'annessione di L'Isle-d'Abeau all'Impero romano. Per questa vittoria, Fabio Massimo ricevette il soprannome di "Allobrogicus".
Di questo periodo rimane chiara testimonianza nel territorio grazie ai ritrovamenti archeologici del sito gallo-romano di Gua che il 9 settembre 1989 è stato inscritto tra i monumenti nazionali della Francia.
Nel IV secolo, sotto la tetrarchia, la Gallia Narbonense venne invece divisa in tre prefetture e da qui si originò il territorio noto come Viennoise (Provincia viennensis, in latino).

### Dal medioevo all'epoca moderna
Dell'epoca medievale, l'unica testimonianza sopravvissuta sino ai nostri giorni è un'antica casaforte evolutasi poi in un castello di ridotte dimensioni per il controllo del territorio rurale di L'Isle-d'Abeau e amministrata dai cavalieri templari. Tale costruzione venne iniziata sicuramente già prima del 1160 ma appariva già completamente terminata nel 1339 e nel 1540 venne registrata nell'inventaire Marcellier, elencante i principali monumenti del Delfinato nel XVI secolo
Il comune vero e proprio venne però costituito solo nel 1789 con la Rivoluzione francese quando ad ogni modo la città attraversò un momento particolarmente difficile. In quello stesso anno gli uffici municipali vennero confiscati e nel 1793 i registri parrocchiali assieme alle campane della chiesa (poi recuperate dai parrocchiani) vennero anch'essi asportati.

### La città nuova, un progetto di stato
Con una politica di nuova gestione del territorio messa in opera dal governo francese alla fine degli anni sessanta, la cittadina di L'Isle-d'Abeau venne interessata da una serie di costruzioni per l'urbanizzazione, parte del progetto nazionale di decentramento della popolazione delle grandi metropoli francesi.

### Simboli
(Descrizione araldica dello stemma)
Lo stemma storico della città di L'Isle-d'Abeau è un chiaro omaggio alla regione del Delfinato con la figura principale del delfino rampante inserito al centro dello scudo. Nel corso degli anni la città si è inoltre dotata di una serie di loghi.

### Onorificenze
Nel 2015 il comune di L'Isle-d'Abeau ha ricevuto la premiazione nel concorso nazionale comuni fioriti di Francia (1 fiore su 3).

## Monumenti e luoghi d'interesse

### Architetture religiose

#### Chiesa parrocchiale dei Santi Pietro e Paolo

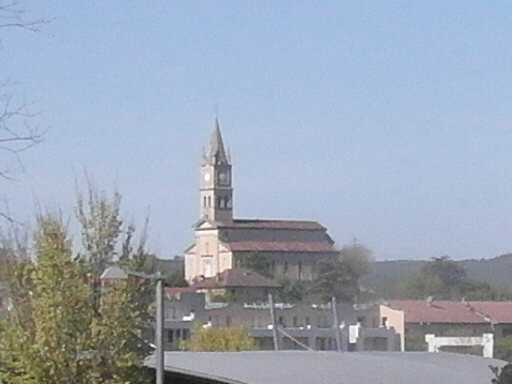
La chiesa parrocchiale dei Santi Pietro e Paolo nel 2016

L'edificio, di stile neoclassico, domina con la sua costruzione l'intero borgo e l'insieme del territorio comunale. La sua costruzione ebbe inizio nel 1861 e terminò nel 1863. La chiesa presenta un frontone di forma triangolare che venne progettato dall'architetto Hugues Quenin, personalità eclettica che seppe distinguersi con numerosi altri progetti nella regione nel corso della seconda metà del XIX secolo.

#### Cappella di Saint-Germain
Questa antica cappella risale nella propria edificazione all'XI secolo e fu probabilmente il primo luogo di culto del villaggio di L'Isle-d'Abeau. Rimaneggiata nel corso del XV secolo, il 27 aprile 1954 essa è stata iscritta nell'elenco dei monumenti storici nazionali francesi.

### Architetture civili

#### Commenda del Tempio di Vaulx
Attualmente parte del comune di l'Isle-d'Abeau, anticamente la struttura faceva parte del vicino comune di Saint-Alban-de-Roche ed è ancora oggi una delle più antiche caseforti costruite dall'Ordine Templare nel dipartimento dell'Isère.
Costruita certamente sul sito di un antico fortilizio gallo-romano, durante i lavori di restauro della struttura si è scoperto che essa sorgeva nei pressi della via Agrippa dove è stato anche rinvenuto un sarcofago risalente al III secolo. La struttura attuale, eretta nel XII secolo, era la più importante della regione del Viennese in quanto a rendite grazie ai suoi preziosi collegamenti con Lione e Marsiglia dal cui porto si imbarcavano poi gli uomini inviati verso la Terrasanta, oltre ad ospitare il passaggio di pellegrini e viaggiatori che si portavano in Savoia, a Saint Antoine l'Abbaye o a Roma. Come altre commende contemporanee alla sua costruzione, quella di Vaulx sorge su una collina che domina la piana omonima. La struttura acquisì una certa importanza nel 1305 quando, il 14 novembre, qui si incontrarono Raoul de Gisy, reggente del castello per conto dei templari, e il visitatore generale dell'ordine Hugues de Pairaud in occasione dell'incoronazione di papa Clemente V a Lione. Nel complesso si trova anche la cappella di San Giovanni Battista, eretta con bolla di papa Eugenio III (1150).

## Società

### Evoluzione demografica
Abitanti censiti

## Infrastrutture e trasporti

### Strade

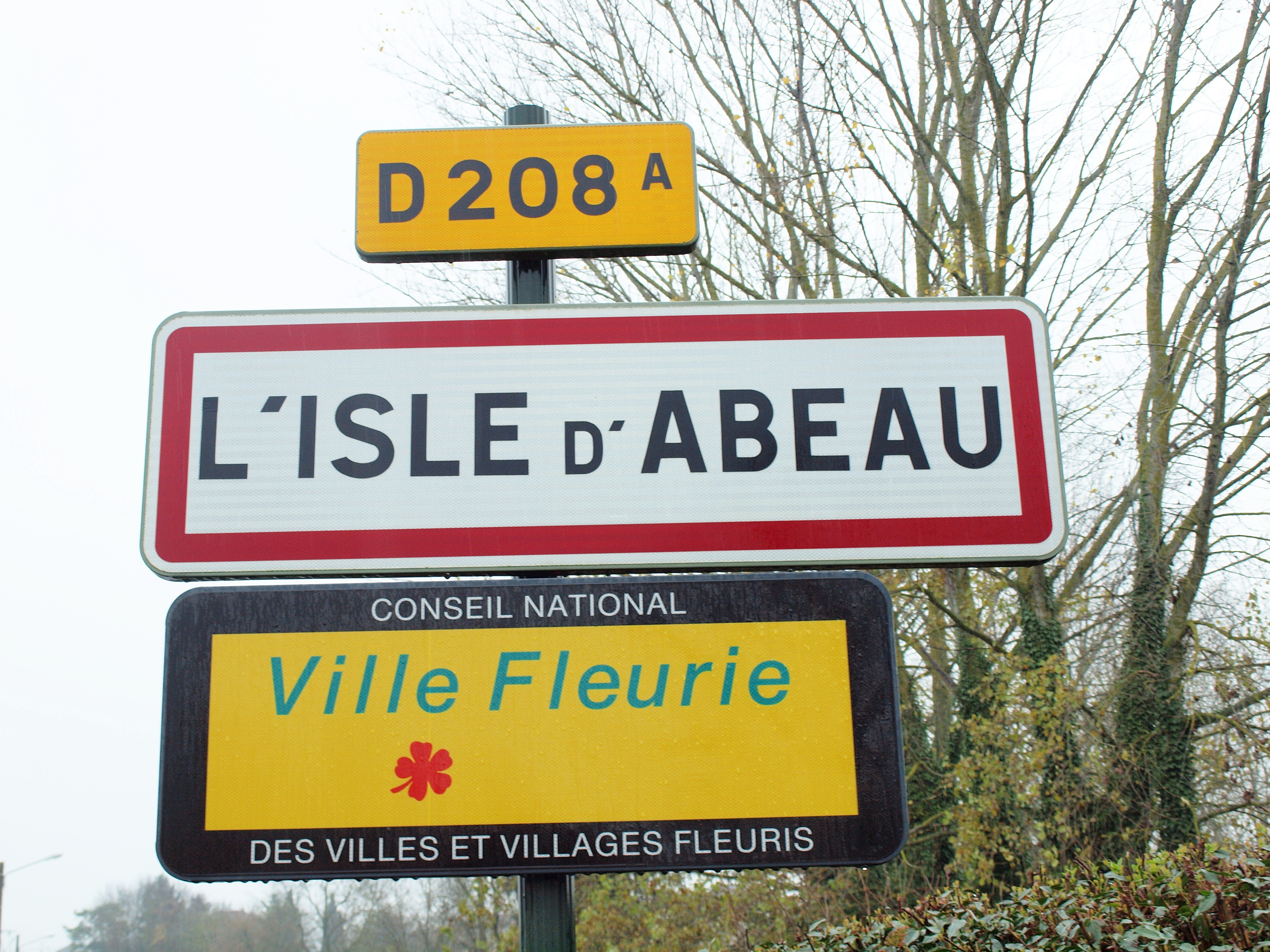
Cartelli stradali all'ingresso del comune di L'Isle-d'Abeau

Il territorio comunale è servito dalla autoroute A43-E 70 e dall'ex route nationale 6, mentre si trova nelle vicinanze delle strade statali RD 18, RD 208, RD163, RD312 e RD1006

### Autobus
Il trasporto su gomme si compone anche di una rete di autobus che si è strutturata come segue nel 2003, a seguito della fusione tra la Réseau urbain Bourgoin-Jallieu - Agglomération nouvelle (RUBAN) e la TUB (Transports urbains berjalliens) di Bourgoin-Jallieu. Tali autobus effettuano una serie di servizi: "Flexibus", per trasporto a chiamata, "Mobi'bus" per trasporto di persone a mobilità ridotta, bus scolastici, linee periferiche, linee urbane.
| Linea   | Percorso |
| ------- | --- |
| A       | L'Isle-d'Abeau — Gare SNCF ↔ Saint-Quentin-Fallavier — Gare SNCF tramite Villefontaine                                |
| D       | Boussieu ↔ Triforium tramite la stazione di L'Isle-d'Abeau e quella di Bourgoin-Jallieu                               |
| E       | Grande Buissière ↔ Bourgoin-Jallieu — Gare SNCF tramite la stazione di L'Isle-d'Abeau                                 |
| Dim'bus | Bourgoin-Jallieu — Gare SNCF ↔ L'Isle-d'Abeau — Gare SNCF ↔ Saint-Quentin-Fallavier — Gare SNCF tramite Villefontaine |

### Ferrovie
La stazione della città di l'Isle d'Abeau, entrò in funzione il 29 settembre 1985 ad opera della Société nationale des chemins de fer français (SNCF), e si situa geograficamente a sud del territorio comunale. Questa stazione venne costruita sulla tratta TER Lyon Perrache/Saint-André-le-Gaz/Grenoble, linea creata tra il 1858 e il 1862.
All'ottobre del 2015, da questa stazione transitavano quotidianamente 27 treni diretti a Lione.
La ferrovia collega inoltre il paese con l'aeroporto di Lione Saint Exupéry, situato a 23 km di distanza.

## Amministrazione

### Sindaci di L'Isle-d'Abeau
| 1977-1983      | Joseph Ginon         | PS  |
| 1983-1995      | Alain Rossot         | PS  |
| 1995-1997      | Joël Grisollet       | -   |
| 1997-2007      | Alain Rossot         | SE  |
| 2007-2014      | André Colomb-Bouvard | PS  |
| 2014-2015      | Joël Grisollet       | DVG |
| 2015-in carica | Alain Jurado         | DVG |

#### Gemellaggi
La città di L'Isle-d'Abeau è gemellata con:
- San Vicente del Raspeig, dal 1991[11]